# Knœrsheim
Knœrsheim település Franciaországban, Bas-Rhin megyében. Lakosainak száma 187 fő (2022. január 1.). Knœrsheim Jetterswiller, Rangen, Westhouse-Marmoutier, Zehnacker és Zeinheim községekkel határos.

## Népesség
A település népességének változása:
| Lakosok száma | 214  | 218  | 227  | 222  | 215  | 207  | 199  | 192  | 187  |
|               | 2013 | 2015 | 2016 | 2017 | 2018 | 2019 | 2020 | 2021 | 2022 |